# Wody Mineralne Ostromecko

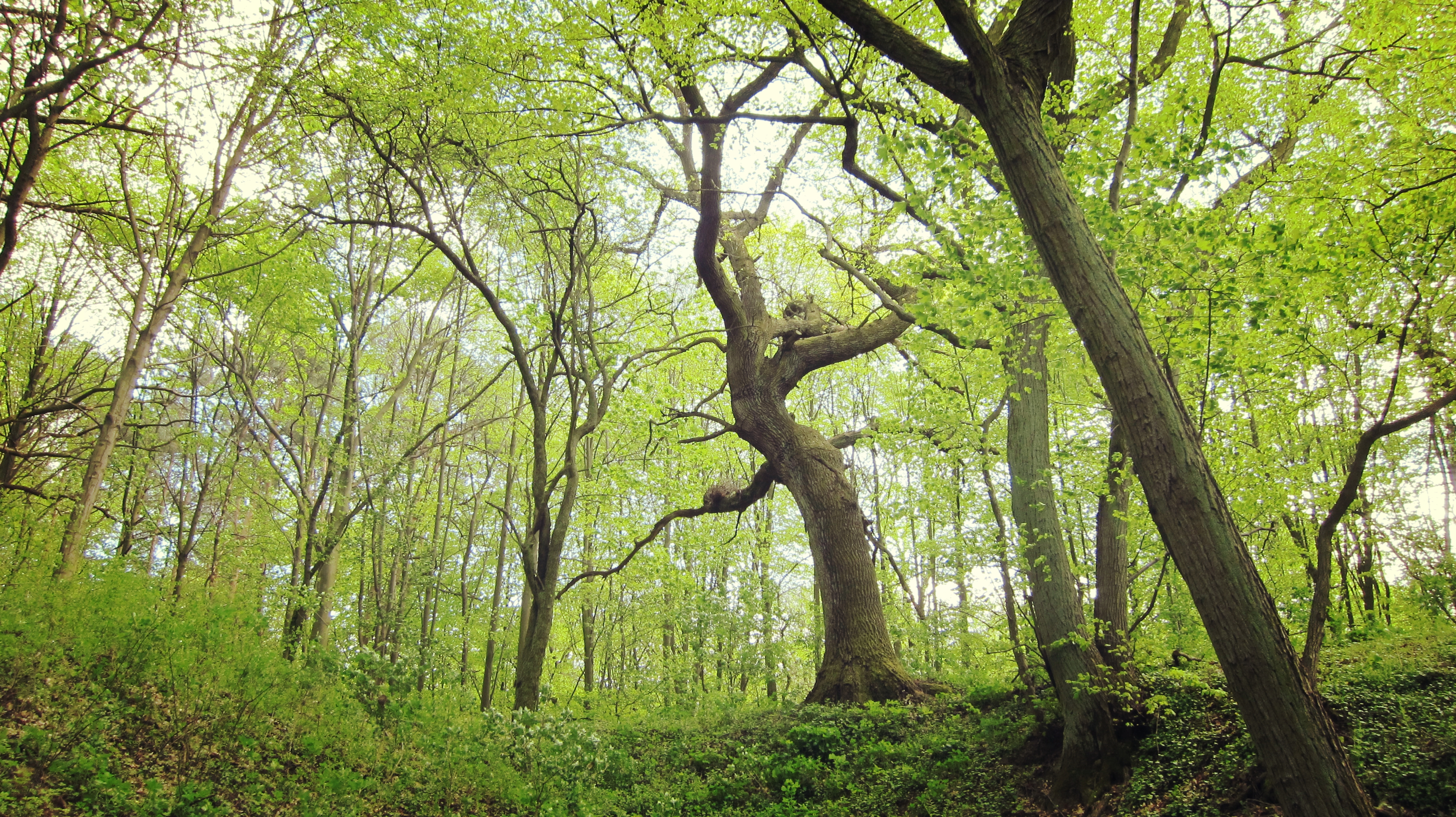
Rezerwat przyrody Las Mariański, przy którym zlokalizowane jest źródło wody „Ostromeckiej”

Wody mineralne Ostromecko – polskie przedsiębiorstwo przemysłu spożywczego, producent akratopegi marki „Ostromecko”.

## Lokalizacja
Przedsiębiorstwo zlokalizowane jest w miejscowości Ostromecko – wsi podmiejskiej Bydgoszczy w województwie kujawsko-pomorskim, w powiecie bydgoskim, gminie Dąbrowa Chełmińska. Źródło graniczy z rezerwatem przyrody Las Mariański. Otaczający teren jest chroniony pod względem przedostawania się do gleby zanieczyszczeń.

## Przedsiębiorstwo
Firma Wody Mineralne Ostromecko zajmuje się wydobyciem i sprzedażą akratopegi i bazujących na niej napojów smakowych. Woda „Ostromecka” należy do najstarszych marek wód butelkowanych w Polsce. Była jedną z pierwszych wydobywanych w skali przemysłowej w Polsce na terenach nizinnych. W swojej ofercie firma posiada wody gazowane i niegazowane oraz napoje smakowe produkowane na bazie naturalnej akratopegi. Produkowana jest również woda stołowa (wzbogacona magnezem do 70 mg Mg/l) oraz napoje: Citron, Orange, Oranżada, Grapefruit, Tonic, Bitter Lemon. Oprócz tego firma produkuje wodę źródlaną o marce Arca North, czerpaną z innego źródła.
Odbiorcami wody są m.in. sieci hotelowe: Marriott International, Hilton Worldwide, Holiday Inn, Radisson Blu, Mercure, Ibis, hotele lokalne, sieci handlowe, hurtownie i punkty detaliczne. Celem marketingowym firmy jest osiągnięcie silnej pozycji na rynku regionalnym oraz zasięgu krajowego z produktami typu premium. Przedsiębiorstwo sponsoruje szkoły, szpitale, domy dziecka, wydarzenia kulturalne i sport np. w przeszłości Wody Mineralne Ostromecko Astorię Bydgoszcz.
Firma jest członkiem Krajowej Izby Gospodarczej Przemysł Rozlewniczy z siedzibą w Warszawie.
W 2018 dotychczasowy właściciel Leszek Bokiej sprzedał Wody Mineralne Ostromecko firmie FoodCare, będącej właścicielem marek Frugo, 4MOVE, N’Gine i Black Energy Drink. W przyszłości napoje te mają być produkowane na bazie wody z Ostromecka. Sama marka Ostromecko ma zostać wykreowana jako marka premium, dostępna na terenie całego kraju. W tym celu nastąpił jej rebranding – zmianie uległ kształt butelki oraz jej etykieta. Planuje się wzrost sprzedaży wód z 15 mln zł do poziomu 500 mln zł rocznie w ciągu pięciu lat.

## Woda
Woda „Ostromecka” to naturalna woda średniozmineralizowana (akratopega) (500–1500 mg/l), niskosodowa. Jest wodą twardą, typu wodorowęglano-wapniowego z dużą zawartością jonów siarczanowych. Pochodzi z okresu czwartorzędu, a jej wiek ocenia się na ok. 2 mln lat. Jej eksploatacja jest pod stałą ochroną Państwowego Zakładu Higieny Instytutu Naukowo-Badawczego w Poznaniu.
Składniki:
- kation wapniowy (Ca2+) - 123 mg/l
- kation magnezowy (Mg2+) - 19 mg/l
- kation sodowy (Na+) - 13 mg/l
- kation potasowy (K+) - 4 mg/l
- anion wodorowęglanowy (HCO3-) - 330 mg/l
- anion siarczanowy (SO42-) - 91 mg/l
- anion chlorkowy (Cl-) - 38 mg/l

Łączna zawartość składników mineralnych wynosi 630 mg/l.

## Historia
Najstarsze wiadomości o wodzie czerpanej z naturalnego źródła w Ostromecku pochodzą z 1570 roku. Miejscowość położona jest przy stromym zboczu doliny Wisły, w którym znajdują się ujścia wód podziemnych i podskórnych. Na przełomie XVIII i XIX wieku przy ujściu żyły wodnej zbudowano młyn wodny. Źródła wody wypływające ze stoku kierowano do zbiornika wodnego w celu napędzania koła wodnego. Eksploatację źródła na większą skalę podjęto w 1894 roku, gdy majorat ostromecki znajdował się pod rządami Albrechta von Alvenslebena. Wykopano studnię głębinową i po otrzymaniu pozytywnej opinii laboratoryjnej co do zawartości soli mineralnych, wodę czerpano już do celów handlowych pod nazwą Źródło Marii (niem. Marien Quelle). Nazwa pochodziła od żony właściciela majątku Marty Matyldy Marii Schönborn (1854–1915), a jej znakiem była stylizowana róża. Zakład, gdzie wodą napełniano butelki i gazowano ją, nazwała miejscowa ludność Zelternią (niem. Selterwasser, woda sodowa), a gotowy produkt w postaci gazowanej wody – zelterką. Otaczający źródło park, który porastała buczyna, do 1920 roku nazywano Marien-Park, a w 23 lipca 1958 został zatwierdzony jako rezerwat przyrody Las Mariański przez Ministra Leśnictwa i Przemysłu Drzewnego.
W latach 30. XX w. a fabryka wody w Ostromecku produkowała 100 tys. litrów wody rocznie oraz zatrudniała 5 pracowników. Była częścią ordynacji Ostromecko zarządzanej przez hrabiego Joachima Martina von Alvensleben-Schönborn. Rozlewna wody „Ostromecko” była jedną z dziewięciu funkcjonujących wówczas w Polsce rozlewni przemysłowych (inne funkcjonowały m.in. w Krynicy-Zdroju, Krościenku, Szczawnicy, Wysowej-Zdroju, Iwoniczu-Zdroju, Ciechocinku). Dzierżawcą zakładu był Polak - E. Niedzielski. Wodę produkowano pod nazwą „Ostromecko dawna Marien Quelle”.
W czasie II wojny światowej dzierżawcą rozlewni był Niemiec Tolajkis, a później Austriak Mathies. Właściciela Joachima von Alvenslebena za propolską postawę zesłano do obozu koncentracyjnego w Dachau. Wodę produkowano dla potrzeb Wehrmachtu i wysyłano na front wschodni, a nawet do Afryki.
Po II wojnie światowej ordynacja ostromecka przeszła na własność Skarbu Państwa. Rozlewnię wód początkowo dzierżawił przedsiębiorca Czarnecki, a następnie była przedsiębiorstwem państwowym, pod szyldem Spółdzielni Filofarm (1947-1954), GS Dąbrowa Chełmińska (1954), PZGS w Bydgoszczy i Wojewódzkiego Związku Gminnych Spółdzielni w Bydgoszczy (1954-1981). Produkcja roczna w 1954 roku wynosiła ok. 1 mln butelek, w 1966 roku - 5 mln butelek. W latach 60. XX w. była jedną z 18 rozlewni w Polsce (oprócz wcześniej istniejących doszły m.in. w Busku-Zdroju, Jeleniowie, Czerniawie-Zdroju, Szczawnie-Zdroju, Polanicy-Zdroju, Połczynie-Zdroju, Kołobrzegu, Rymanowie-Zdroju). W 1976 zakład rozbudowano i osiągnął on wówczas zdolność produkcyjną 15 mln butelek (0,33 l) rocznie. W 1981 zakład przeszedł pod zarząd Wojewódzkiej Hurtowni Artykułów Przemysłowych Bydgoszczy, a od 1991 zakład dzierżawił, a w 1993 wykupił prywatny przedsiębiorca Leszek Bokiej. Wprowadzono wówczas butelki szklane o pojemności 1 l, a w 1993 – opakowania typu PET. Produkcję powiększono i poszerzono o nowe asortymenty, m.in. wody smakowe.

### Nagrody i wyróżnienia
- 1895 – brązowy medal na Północno-Wschodniej Niemieckiej Wystawie Rzemiosła w Królewcu[6]
- 1898 – złoty medal na Powszechnej Wystawie Artykułów Spożywczych, Kuchni Ludowej, Sztuki Kulinarnej i Rzemiosł Pokrewnych w Szczecinie[6]
- 1927 – złoty medal na targach gastronomicznych w Paryżu[6]
- 2000 – laureat X edycji Konkursu Polskiego Godła Promocyjnego „Teraz Polska”[3]
- 2006 – I nagroda w konkursie na Najlepszy Produkt dla Hotelarstwa i Gastronomii Targów HoReCa[3]
- 2009 – złoty medal na Międzynarodowych Targach Wyrobów Spożywczych „Polagra Food” w Poznaniu[3]
- 2011 – złoty medal na Międzynarodowych Targach Spożywczych „World Food Moscow”[3]
- 2012 – złoty i srebrny medal na Międzynarodowych Targach Prodexpo w Moskwie[3]